# Ferrara (provins)
Ferrara är en provins i regionen Emilia-Romagna i Italien. Ferrara är huvudort i provinsen. Provinsen bildades när Kungariket Sardinien 1859 annekterad området från Kyrkostaten.

## Världsarv i Provinsen
- Ferrara, Renässansstaden och dess Po-delta världsarv sedan 1995.

## Administration
Provinsen Ferrara är indelad i 21 comuni (kommuner). Alla kommuner finns i lista över kommuner i provinsen Ferrara.
Den 1 januari 2014 bildades kommunen Fiscaglia genom en sammanslagning av de tidigare kommunerna Massa Fiscaglia, Migliarino och Migliaro.
Den 1 januari 2017 bildades kommunen Terre del Reno genom en sammanslagning av de tidigare kommunerna Mirabello och Sant'Agostino.
Den 1 januari 2019 bildades kommunen Riva del Po genom en sammanslagning av de tidigare kommunenerna Berra och Ro och kommunen Tresignana genom en sammanslagning av de tidigare kommunenerna Formignana och Tresigallo.